# Borzytuchom (gromada)
Borzytuchom – dawna gromada, czyli najmniejsza jednostka podziału terytorialnego Polskiej Rzeczypospolitej Ludowej w latach 1954–1972.
Gromady, z gromadzkimi radami narodowymi (GRN) jako organami władzy najniższego stopnia na wsi, funkcjonowały od reformy reorganizującej administrację wiejską przeprowadzonej jesienią 1954 do momentu ich zniesienia z dniem 1 stycznia 1973, tym samym wypierając organizację gminną w latach 1954–1972.
Gromadę Borzytuchom z siedzibą GRN w Borzytuchomiu utworzono – jako jedną z 8759 gromad na obszarze Polski – w powiecie bytowskim w woj. koszalińskim na mocy uchwały nr 43/54 WRN w Koszalinie z dnia 5 października 1954. W skład jednostki weszły obszary dotychczasowych gromad Borzytuchom, Jutrzenka i Struszewo oraz miejscowość Ryczyn z dotychczasowej gromady Krosnowo ze zniesionej gminy Borzytuchom, a także dwa wybudowania z dotychczasowej gromady Dąbrówka ze zniesionej gminy Niezabyszewo, w tymże powiecie. Dla gromady ustalono 13 członków gromadzkiej rady narodowej.
1 stycznia 1958 do gromady Borzytuchom włączono obszary zniesionych gromad Chotkowo (oprócz wsi Tągowie i Modrzejewo) i Niedarzyno (oprócz wsi Grzmiąca) w tymże powiecie.
Gromada przetrwała do końca 1972 roku, czyli do kolejnej reformy gminnej. 1 stycznia 1973 w powiecie bytowskim reaktywowano gminę Borzytuchom.